# Ford Mustang (cinquième génération)
Pour les articles homonymes, voir Ford Mustang (homonymie).
 (mars 2021).
La mise en forme du texte ne suit pas les recommandations de Wikipédia : il faut le « wikifier ».
Les points d'amélioration suivants sont les cas les plus fréquents. Le détail des points à revoir est peut-être précisé sur la page de discussion.
- Les titres sont pré-formatés par le logiciel. Ils ne sont ni en capitales, ni en gras.
- Le texte ne doit pas être écrit en capitales (les noms de famille non plus), ni en gras, ni en italique, ni en « petit »…
- Le gras n'est utilisé que pour surligner le titre de l'article dans l'introduction, une seule fois.
- L'italique est rarement utilisé : mots en langue étrangère, titres d'œuvres, noms de bateaux, etc.
- Les citations ne sont pas en italique mais en corps de texte normal. Elles sont entourées par des guillemets français : « et ».
- Les listes à puces sont à éviter, des paragraphes rédigés étant largement préférés. Les tableaux sont à réserver à la présentation de données structurées (résultats, etc.).
- Les appels de note de bas de page (petits chiffres en exposant, introduits par l'outil «  Source ») sont à placer entre la fin de phrase et le point final[comme ça].
- Les liens internes (vers d'autres articles de Wikipédia) sont à choisir avec parcimonie. Créez des liens vers des articles approfondissant le sujet. Les termes génériques sans rapport avec le sujet sont à éviter, ainsi que les répétitions de liens vers un même terme.
- Les liens externes sont à placer uniquement dans une section « Liens externes », à la fin de l'article. Ces liens sont à choisir avec parcimonie suivant les règles définies. Si un lien sert de source à l'article, son insertion dans le texte est à faire par les notes de bas de page.
- La présentation des références doit suivre les conventions bibliographiques. Il est recommandé d'utiliser les modèles {{Ouvrage}}, {{Chapitre}}, {{Article}}, {{Lien web}} et/ou {{Bibliographie}}. Le mode d'édition visuel peut mettre en forme automatiquement les références.
- Insérer une infobox (cadre d'informations à droite) n'est pas obligatoire pour parachever la mise en page.

Pour une aide détaillée, merci de consulter Aide:Wikification.
Si vous pensez que ces points ont été résolus, vous pouvez retirer ce bandeau et améliorer la mise en forme d'un autre article.

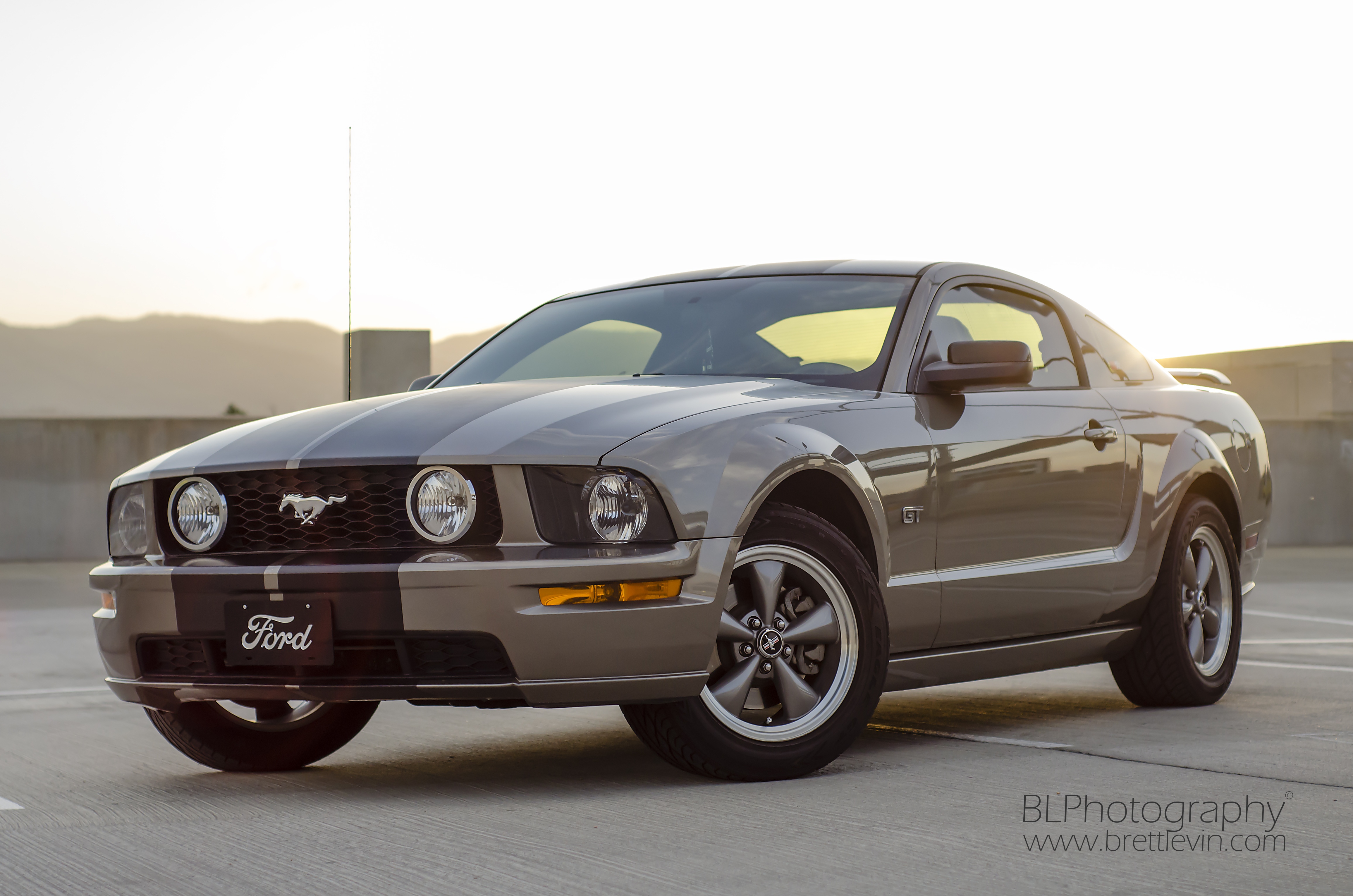
Ford Mustang GT de 2005.

La Ford Mustang de cinquième génération (S197) est une pony car produite par le constructeur automobile américain Ford de 2004 à 2014, dans l'usine d'assemblage de Flat Rock (Michigan). Elle est remplacée par une 6e génération de Mustang en 2015.

## Présentation
La cinquième génération a commencé l'année modèle 2005 et a reçu un lifting pour l'année modèle 2010. Conçu à l'origine par Sid Ramnarace jusqu'à fin 2001 et finalisé mi-2002, le design de la Mustang de cinquième génération a été présenté en avant-première par deux concept cars de préproduction qui ont fait leurs débuts au Salon international de l'automobile d'Amérique du Nord en 2003. Le développement du programme S-197 a commencé en 1999 sous la direction de l'ingénieur en chef Hau Thai-Tang, peu de temps après le lancement en 1998 du lifting de la Mustang "New Edge" SN-95. À partir du second semestre de 1999, les travaux de conception ont commencé sous la direction du chef de la conception de Ford, J Mays, et se sont terminés en juillet 2002 avec le gel de la conception,. Il existe plusieurs variantes de la Ford Mustang de cinquième génération, notamment la Mustang GT/California Special, la Shelby GT 500, la Mustang Bullitt et la Mustang Boss 302.

## Concepts de préproduction

### Concept Ford Mustang GT de 2003, concept Mustang cabriolet de 2003

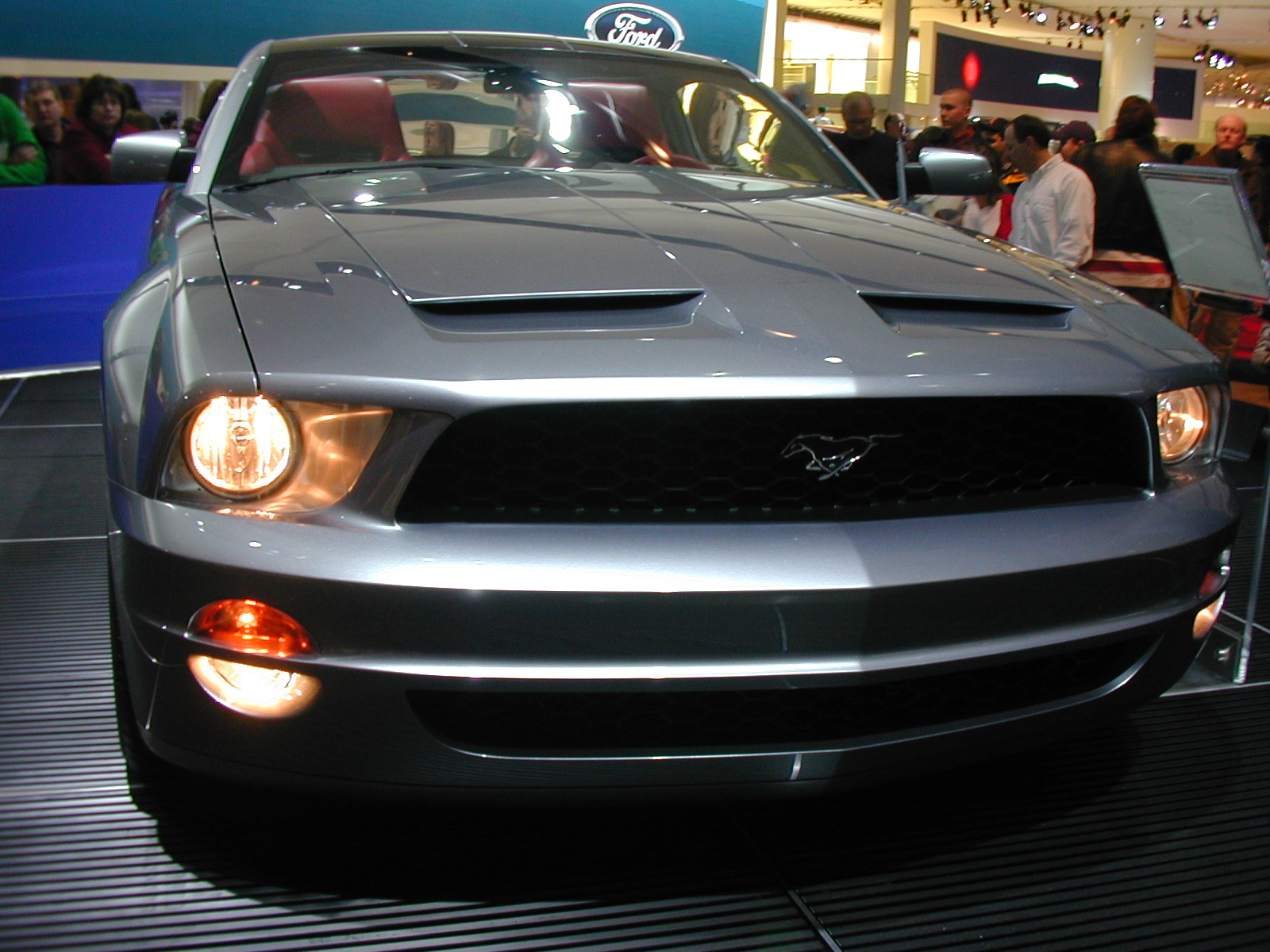
Ford Mustang concept 1 Coupe de 2003 au North American International Auto Show de Detroit, Michigan.

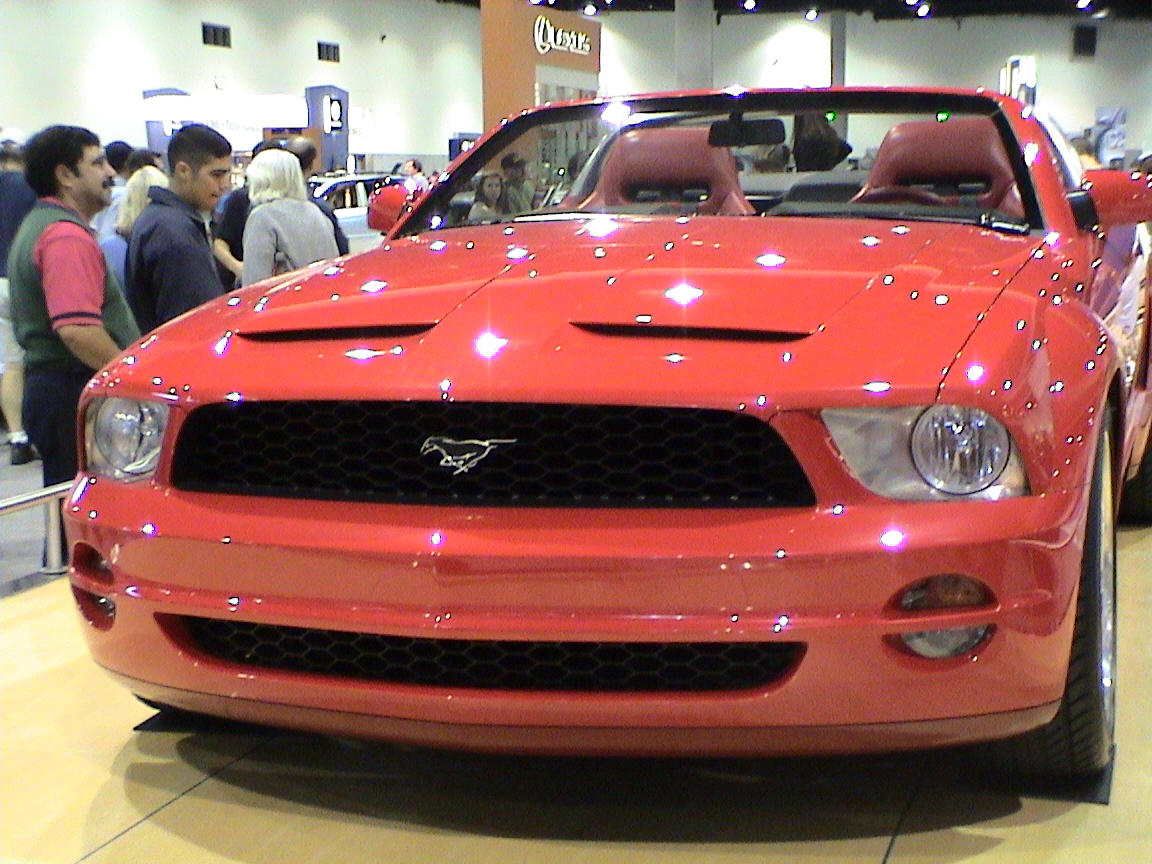
Ford Mustang concept convertible en 2004 au San Diego International Auto Show.

Développés entre février et novembre 2002, deux concept cars de préproduction, un cabriolet et un coupé, ont été présentés par Ford au Salon international de l'auto de l'Amérique du Nord 2003 le 5 janvier 2003,,.
Le concept Ford Mustang GT cabriolet Redline Red Metallic comprenait une «barre de spectacle» avec des jantes en aluminium brossé, roues de 20 pouces, freins Brembo ventilés de 351 mm, revêtement en cuir rouge et anthracite avec surfaces perforées sur les dossiers des sièges, levier de vitesses en aluminium brossé pour la transmission automatique à 5 vitesses, ainsi que des ceintures de sécurité à 4 points et des jauges d'instrumentations de style course.
Le concept Ford Mustang GT coupé Tungsten Silver comprenait un toit en verre et des écopes de capot fonctionnelles, ainsi qu'un intérieur en cuir rouge et anthracite accentué par du matériel en aluminium brossé et un moteur MOD de 4,6 L suralimenté d'une puissance de près de 406 ch (298 kW).
Apparaissant au salon avec d'autres concept cars, tels que la Cadillac Sixteen, l'Aston Martin V8 Vantage et la Dodge Tomahawk, AutoWeek a qualifié le concept de la Mustang comme «véhicule en exposition le plus important».
Les deux véhicules ont finalement été vendus à la vente aux enchères Barrett-Jackson Palm Beach 2009 pour 175 000 USD chacun (avant prime de l'acheteur).

### Concept S-197
Au Salon international de l'auto de l'Amérique du Nord de l'année suivante, Ford a présenté une Mustang redessinée présentée en avant-première par le concept car de 2003 qui portait le nom de code «S-197». Sa plate-forme était la D2C pour l'année modèle 2005. Développée sous la direction de l'ingénieur en chef Hau Thai-Tang et du designer du style extérieur Sid Ramnarace, la Mustang de cinquième génération s'est inspirée des Mustang de première génération de 1964 à 1970,. L'esthétique de la conception de J Mays, vice-président principal du design de Ford, a été décrite comme du «rétro-futuriste».

## Première version

### Mustang

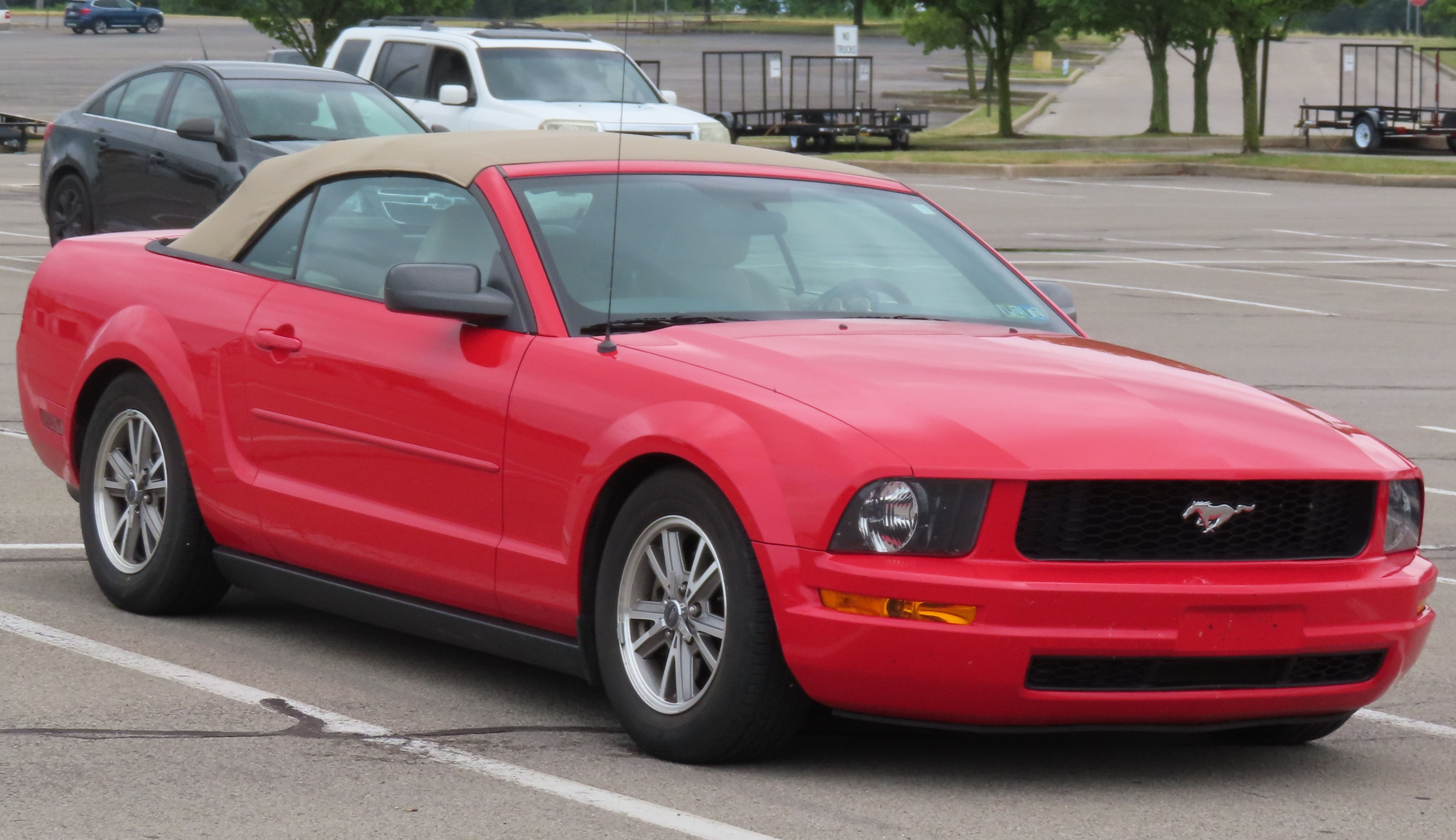
Ford Mustang V6 Premium Convertible 2005.

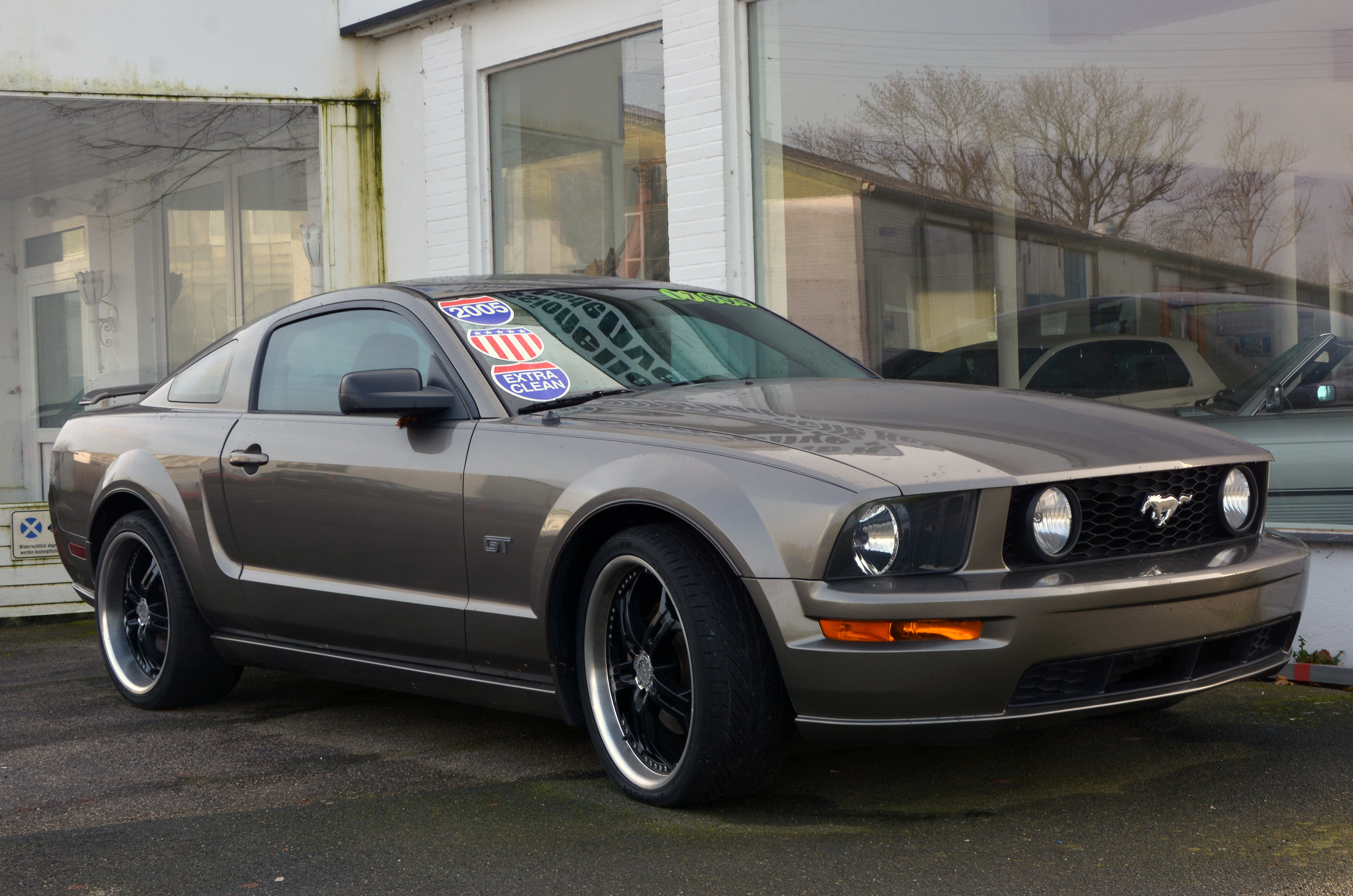
Ford Mustang V GT 2005.

Le démarrage de la production de la Mustang de 2005 a eu lieu le 7 septembre 2004, le premier modèle de 2005 sortant de Flat Rock Assembly le 27 septembre 2004. Le lancement sur le marché américain et la livraison aux clients ont commencé fin octobre 2004, la production se terminant fin 2008 pour le modèle de 2009.
La Mustang de base de 2005–2009 était propulsée par le V6 Cologne SOHC bloc en fonte de 4,0 L de Ford, remplaçant le V6 Essex OHV de 3,8 L utilisé en 2004 et dans les modèles plus anciens. Il produit 213 ch (157 kW) à 5 300 tr/min et 325 N m de couple à 3 500 tr/min et était accouplé de série à une transmission manuelle Tremec T-5 à 5 vitesses avec une transmission automatique 5R55S de Ford à 5 vitesses disponible en option. Un rapport de démultiplication final de 3,31:1 est standard avec l'une ou l'autre transmission. Dans un test de comparaison avec une Pontiac G6 cabriolet réalisé par le magazine Motor Trend, une Mustang V6 cabriolet équipée d'une transmission automatique était capable d'accélérer de zéro à 97 km/h en 7,3 secondes; 1,4 seconde de mieux que la Pontiac G6 cabriolet de 2006,.
La Mustang a une suspension avant à jambes de force MacPherson avec bras de commande inférieurs en forme de « L » inversé. La suspension arrière était un nouveau système à trois bras avec une tige Panhard qui contrôle les mouvements verticaux et latéraux de l'essieu. Cette suspension arrière à essieu moteur offre les avantages d'un coût et d'un poids réduits, tout en sacrifiant la maniabilité, par rapport aux suspensions arrière indépendantes plus lourdes et plus chères. Malgré cela, Ford a suscité de vives critiques de la part de la communauté du journalisme automobile pour la décision d'équiper la Mustang de 5e génération du système d'essieu moteur. Lors d'une conférence de presse, Ford a déclaré que l'inclusion d'une suspension arrière indépendante aurait ajouté 5 000 $ au prix de la voiture.

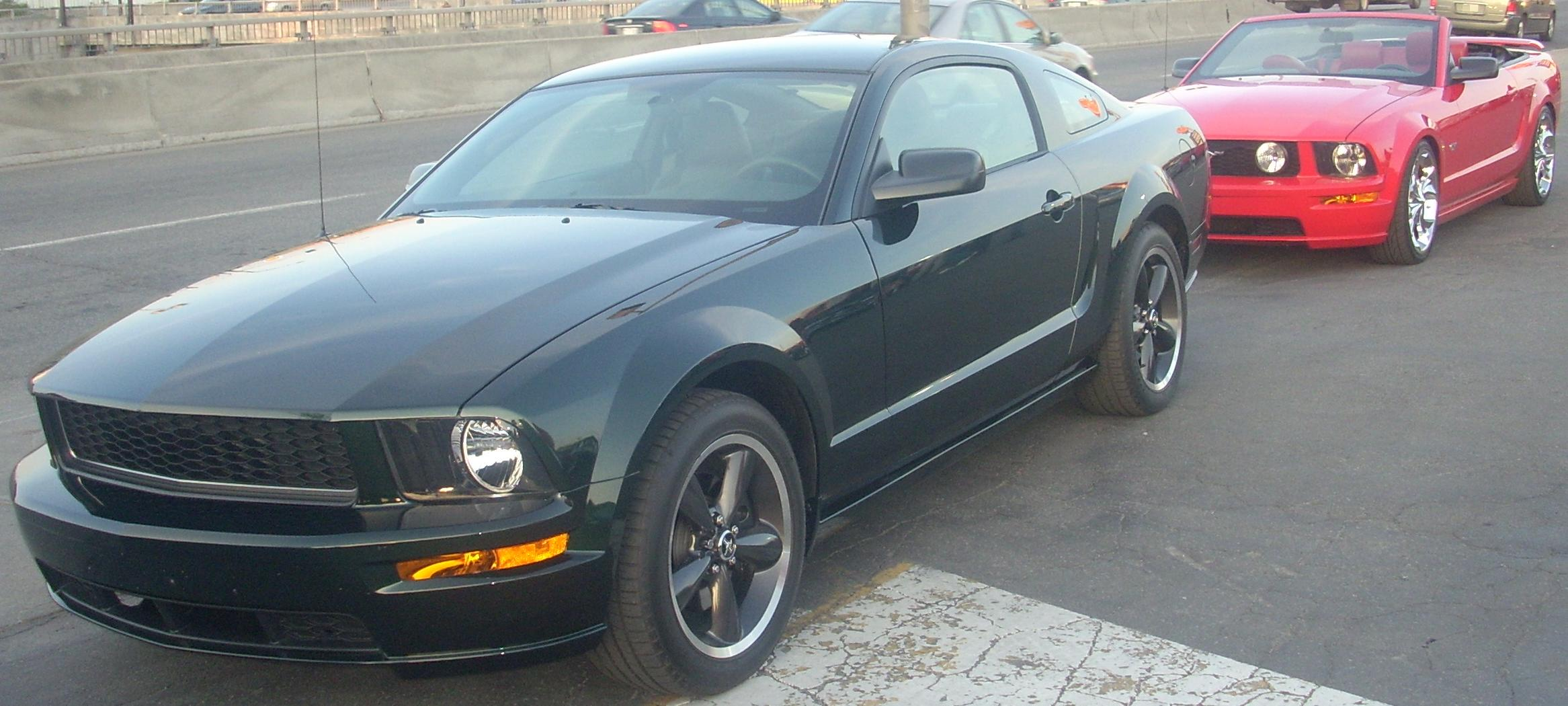
Ford Mustang Bullitt 2008

L'équipement standard de la Mustang de 2005 comprend des vitres électriques, doubles rétroviseurs électriques, serrures électriques avec accès sans clé à distance, airbags frontaux, stéréo AM/FM avec lecteur CD, roues de 16 pouces en aluminium peint et disques de frein plus gros que ceux de la Mustang de génération précédente avec étriers à deux pistons à l'avant. Certaines des options disponibles comprenaient le MyColor de Ford (un tableau de bord configurable en couleur disponible dans le cadre de la finition Interior Upgrade), panneaux en aluminium brossé (également inclus dans la finition Interior Upgrade), système audio haut de gamme Shaker 500 (sortie de pointe de 500 watts) ou Shaker 1000 (sortie de pointe de 1000 watts) de Ford avec lecteur CD à 6 disques compatible MP3, surfaces des sièges en cuir, un siège conducteur à réglage électrique en six directions et un système de freinage antiblocage à quatre canaux avec contrôle de traction (de série sur les modèles GT). Toutes les Mustang GT et cabriolets venaient avec une barre stabilisatrice arrière avec des liens blancs pendant ces années; le diamètre de la barre variait selon les options et était de 18 mm, 19 mm, 20 mm ou 22,4 mm. Les maillons de remplacement de Ford sont de couleur noire ou revêtus d'oxyde.

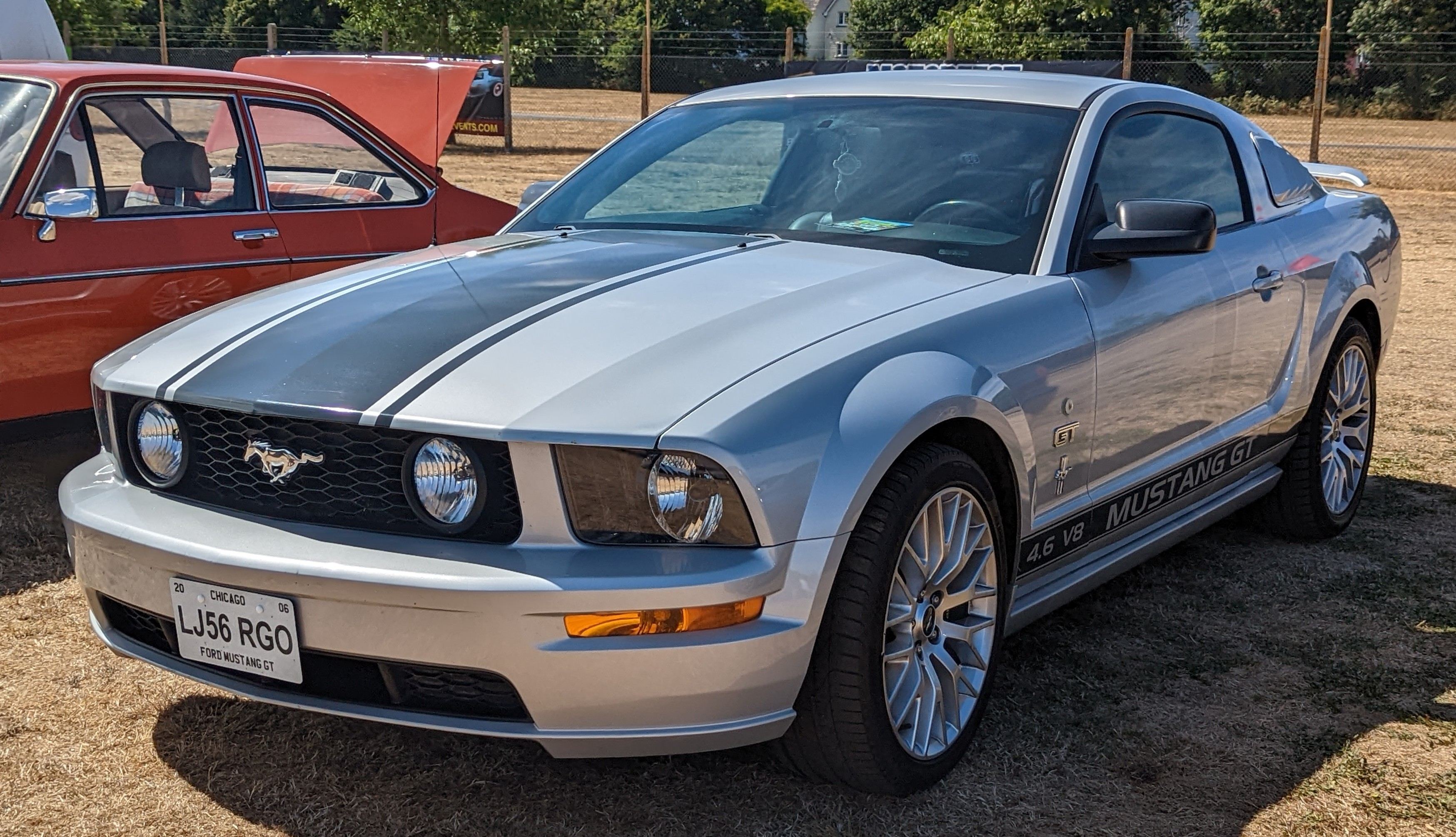
Ford Mustang GT de 2006

Pour 2006, une version moins chère de la Mustang a été introduite comme nouveau modèle de base. Sous la V6 Deluxe, la V6 Standard, prix de base à partir de 19 115 $ pour un coupé, ou prix de base de 23 940 $ pour un cabriolet, les modèles V6 Standard étaient chacun 100 $ moins chers que leurs homologues V6 Deluxe. La seule différence entre les niveaux de finition V6 Standard et V6 Deluxe était que la V6 Standard comportait des roues en acier noir de seize pouces avec enjoliveurs en plastique, par rapport aux jantes en alliage de seize pouces de la V6 Deluxe. Cependant, des jantes en alliage de 16 pouces pouvaient toujours être proposées en option sur la V6 Standard, tout comme la plupart des autres options disponibles sur la V6 Deluxe. La V6 Standard a été abandonnée après l'année modèle 2006, laissant à nouveau la V6 Deluxe comme niveau de finition de base de la Mustang.
À partir de 2007, toutes les Mustang de 2008 ont des sièges contenant du matériel dérivé de graines de soja, rappelant certains des idéaux d'Henry Ford.
Le Ford Sync était disponible sur le modèle de 2009, uniquement en tant que kit installé par le concessionnaire.
Plusieurs nouvelles options et fonctionnalités standard ont été introduites dans les années suivantes, y compris la finition Pony (2006), un système de navigation GPS sur DVD fabriqué par Pioneer (2007), un siège passager électrique (2007), sièges chauffants (2007), radio satellite Sirius (2007), nouveau becquet à fond plat pour V6 uniquement (2006), airbags latéraux standard (2006), phares à décharge à haute intensité (2008) et éclairage intérieur ambiant (2006). La finition d'éclairage intérieur ambiant consistait en l'installation d'électroluminescence qui donnait au conducteur la possibilité de choisir différentes combinaisons de couleurs pour le tableau de bord, le système sonore et les écrans de climatisation, ainsi que de la lumière émise au-dessus des pieds à l'avant et sous les sièges à l'arrière.
Pour 2009, Ford a introduit une nouvelle option appelée le toit en verre. Cette option (1 995 $ à l'introduction) était en fait un toit ouvrant complet qui divise la différence de prix et de but des modèles coupé et cabriolet.

#### Finition Pony
La finition Pony pour la Mustang V6 est devenue disponible à partir de 2006. Cette option comprend une suspension améliorée dérivée de la Mustang GT, roues de 17 pouces avec pneus plus larges (uniquement disponibles sur la GT à l'origine), un design de calandre unique avec 2 options de phares antibrouillard, un becquet de coffre arrière et bandes et emblèmes de porte uniques. Les versions ultérieures de la finition Pony comprenaient également un échappement en acier inoxydable et un siège conducteur à commande électrique.

#### Finition d'apparence V6
Lors du SEMA Show 2007 à Las Vegas, Ford Custom Accessories a présenté la finition d'apparence V6. Parmi les éléments, il y avait une calandre en aluminium brossé, écopes, un spoiler et traitements de garniture occultante. Cette finition comprend une suspension améliorée, garniture intérieure supplémentaire et une calandre avec antibrouillards. Disponible en 2008 en option à 2 398 $, elle était promue avec un bloc d'alimentation supplémentaire FR1 (une prise d'air froid de 85 mm provenant de la Bullitt, échappement True Dual avec un tuyau en forme de X et des silencieux de la Bullitt, un accordeur manuel Pro-Cal et un filtre à huile Ford Racing Performance), pack de maniement FR3 (amortisseurs/jambes de force, barres anti-roulis avant et arrière, ressorts d'abaissement de la V6 et une barre de tour de jambe de force de la V6) et un levier de vitesses à rapport court. Disponible en 2008, la finition d'apparence V6 n'était disponible que sur la V6 coupé avec la finition Premium avec transmission automatique ou manuelle et uniquement en Grabber Orange, Vapor Silver Metallic et Dark Candy Apple Red. Pour 2009, la finition d'apparence V6 était proposée en Performance White et Black. En 2008, un total de 152 finitions d'apparence V6 ont été construites et seulement 96 en 2009,.

### Mustang GT
La Mustang GT était équipée d'un V8 SOHC modulaire à 3 soupapes de 4,6 L entièrement en aluminium avec un calage d'arbre à cames variable et une transmission Tremec TR-3650 plus robuste. Le moteur produit 304 ch (224 kW) à 5 750 tr/min et 433 N m de couple à 4 500 tr/min. Le modèle GT était capable d'effectuer un test de 402 m en 13,8 secondes à 159 km/h, avec une accélération de zéro à 97 km/h en 5,6 secondes. La Mustang GT était également équipée d'un différentiel à glissement limité avec les mêmes disques d'embrayage en fibre de carbone que ceux utilisés dans la Cobra SVT de 2003 à 2004 et la Shelby GT500 de 2007. Le différentiel utilise les axes à 31 cannelures et la couronne dentée de 224 mm. Le rapport de démultiplication final standard des Mustang GT à transmission manuelle de 2005 et 2006 était de 3,55:1. Depuis l'année modèle 2007, un rapport d'entraînement final de 3,31:1 était standard avec l'engrenage de 3,55:1 disponible en option installée d'usine. Les modèles équipés d'une transmission automatique de toutes les années ont un rapport de 3,31:1.
La Mustang GT est dotée d'une version plus rigide et plus maniable de la suspension standard, disques de frein avant plus grands de 315 mm (par rapport aux disques de 290 mm utilisés sur les Mustang V6), ABS à quatre canaux de série avec contrôle de traction, un arbre d'entraînement en deux parties, un double échappement en acier inoxydable, phares antibrouillard standard montés sur la calandre et roues de 17 pouces, avec roues de 18 pouces disponibles en option à partir de l'année modèle 2006.

#### Shelby GT et GT-H
La Shelby GT-H de 2006 et plus tard la Shelby GT étaient basées sur le modèle GT standard, mais modifiées par Carroll Shelby Automobiles pour produire 323 ch (238 kW) au moyen d'une prise d'air Ford Racing, réglage de la performance et système d'échappement amélioré.
La Shelby GT-H était un véhicule de flottes pour les agences de location de voitures Hertz et ses racines remontent à la Shelby GT350H de 1966. La GT-H n'était disponible que dans les couleurs de l'entreprise Hertz: extérieur noir et deux bandes de course dorées. Elle comprenait une calandre en aluminium brossé, un capot Shelby avec des épingles de capot fonctionnelles, ainsi que les carénages avant et arrière qui ont ensuite été utilisés sur les modèles Shelby GT et GT/CS. La GT-H était livrée avec la finition Power qui comprenait une prise d'air froid, système d'échappement révisé et étalonnage des performances personnalisé, augmentant la puissance à 323 ch (238 kW) et le couple à 447 N m. La GT-H comprend également la finition de maniement avec ressorts d'abaissement, amortisseurs améliorés, barres stabilisatrices, un renfort de tour de jambe de force et un rapport d'essieu arrière de 3,55:1. Un total de 500 unités ont été commandées par Hertz pour l'année modèle 2006, et 500 modèles convertibles ont été annoncés pour 2007.

#### GT California Special
En 2006, Ford a présenté la finition GT California Special (GT/CS), rappelant la Mustang California Special d'origine de 1968. La finition ajoute des roues de 18" en aluminium poli, écopes latérales non fonctionnelles et bandes de vinyle uniques qui ont remplacé les emblèmes latéraux de la GT. La GT/CS comprenait également un carénage avant et une jupe arrière différents avec diffuseur, similaires à ceux trouvés sur la Shelby GT. Le carénage avant de la GT/CS Edition était de 38 mm plus bas que celui de la GT standard. Les améliorations intérieures comprennent des tapis de sol étiquetés Mustang et pour la CS seulement des options de couleur intérieure en cuir. La finition d'apparence GT de 2007 ajoute une écope de capot, embouts d'échappement et un couvercle moteur.
En 2010, la GT California Special a été réintroduite en option pour la Mustang GT. Bandes latérales GTCS noires qui s'estompent dans une écope latérale. Le carénage avant a été remplacé par celui utilisé sur la Boss 302 de 2011 avec des phares antibrouillards inférieurs fonctionnels. Le diffuseur arrière a été tiré de la Shelby GT 500 tandis que le couvercle du coffre arrière comportait du vinyle noir et un aileron. Les roues étaient de 19 pouces à rayons argent avec un logo GT gravé vers l'extérieur de la jante de chaque roue. Le tableau de bord lumineux de l'intérieur a été remplacé par un traitement en fibre de carbone noir, tandis que des inserts de porte en fibre de carbone et des motifs de siège en cuir ont été ajoutés. Badges "GTCS" inclus sur le tableau de bord en fibre de carbone et les tapis de sol. La calandre avant était en aluminium brossé avec un emblème de poney de style V6 côté conducteur. (pour 2012, elle a été changée en noire brossé). Les sélections de rapport l'essieu arrière étaient de 3,31, 3,55 ou 3,73.

#### Bullitt de 2008-2009

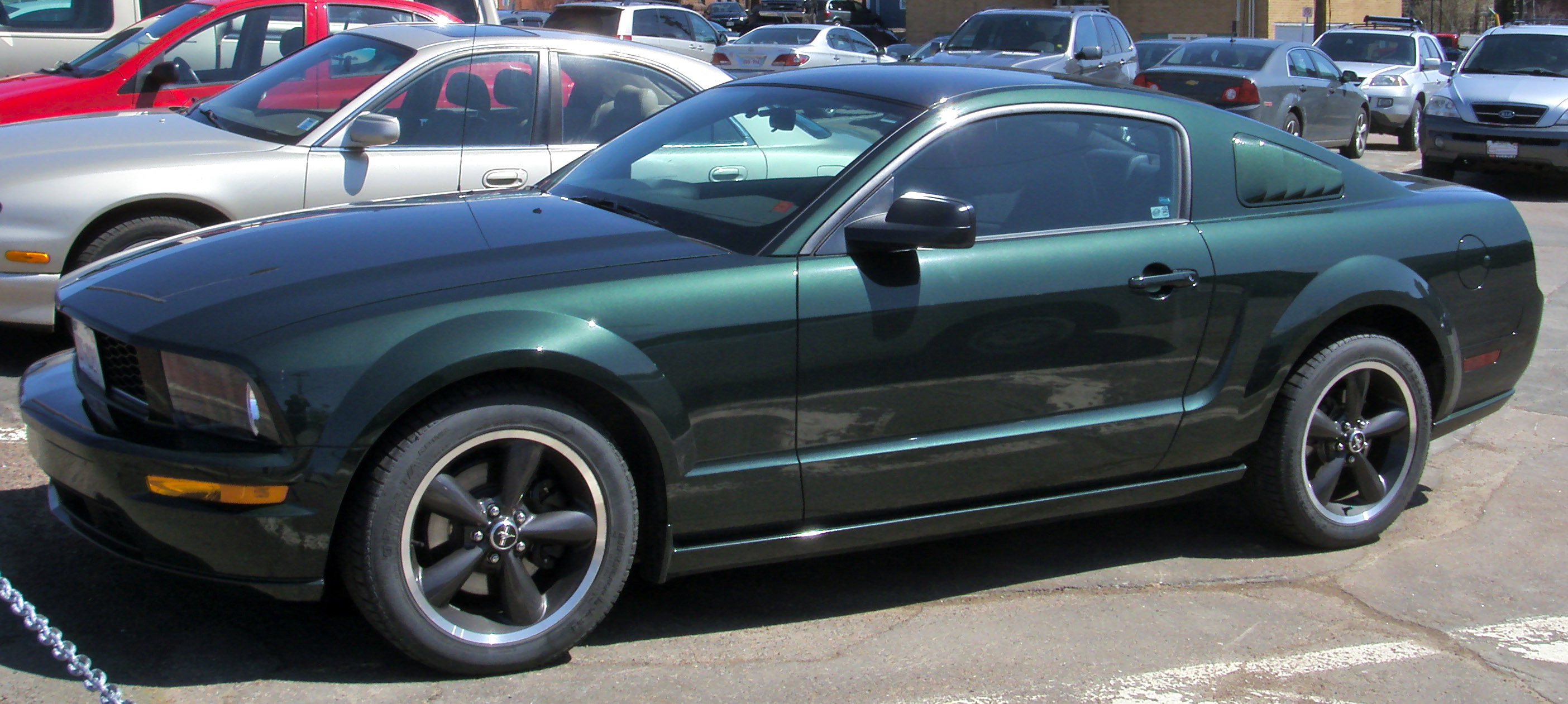
Ford Mustang Bullitt de 2008

La Mustang Bullitt est revenue en février 2008 en tant que variante de la Mustang GT, dont la dernière version avait auparavant été produite en 2001. Cela rappelle la Mustang GT-390 fastback Dark Highland Green pilotée par Steve McQueen dans le film Bullitt de 1968. Disponible en peinture extérieure Dark Highland Green ou Black sans spoiler et emblèmes de garde-boue GT; le faux bouchon d'essence sur le couvercle du coffre est remplacé par une version Bullitt unique. La calandre équipée de phares antibrouillard standard de la Mustang GT est remplacée par une calandre spécialement conçue avec un style sans le logo du poney soulignée par un accent en aluminium. Les roues à bride euro Dark Argent Gray de 18 pouces en aluminium coulé sont utilisées avec des étriers de frein assortis et des embouts d'échappement plus grands de 89 mm remplacent les embouts standard de 76 mm de la Mustang GT. Bien que les persiennes des fenêtres latérales (aussi nommées vitres de quart arrière) (comme vu sur la photo) ne soient pas standard, elles sont ajoutées par les propriétaires car elles sont similaires à celles de la Mustang Fastback de 1968.
La Bullitt utilise une version du V8 SOHC en aluminium de 4,6 L de la Mustang GT. Elle a une prise d'air froid, meilleur calibrage du moteur et un système d'échappement révisé conçu pour imiter le son de la Mustang utilisée dans le film Bullitt. La puissance totale est de 319 ch (235 kW) à 6 000 tr/min et de 440 N m de couple à 4 250 tr/min et la ligne rouge du moteur a été augmentée à 6 500 tr/min (à partir de 6 250 tr/min dans la Mustang GT standard). De l'essence de qualité supérieure, avec 91 % octane ou mieux est recommandée, bien qu'un système d'allumage adaptatif permette au moteur d'accepter de l'essence de qualité ordinaire. La puissance totale est la même avec les deux carburants, mais le moteur délivre une courbe de couple plus plate lors de l'utilisation d'essence premium. La transmission manuelle Tremec TR-3650 à 5 vitesses de la Mustang GT est utilisée, mais la Bullitt présentait un essieu arrière plus lourd (également utilisé dans la GT500KR) avec un rapport de 3,73:1, par rapport aux ratios de 3,31:1 et 3,55:1 de la Mustang GT. La suspension est améliorée par rapport à la GT standard en utilisant des ressorts plus rigides, des jambes de force et un renfort de tour de jambe de force avant décoratif tout en abaissant la hauteur de caisse de la voiture de six millimètres. La plupart des composants de la Mustang Bullitt sont disponibles sur le marché des pièces de rechange pour la modernisation des Mustang GT S197 antérieurs, mais certaines pièces utilisées dans les Mustang Bullitt sont marquées pour montrer leur authenticité.
Le catalogue de la Mustang de 2009 indique que la finition Bullitt était disponible sur les Mustang GT Premium coupés à transmission manuelle en tant qu'option de production régulière; les mêmes restrictions de couleur s'appliquent.

#### 45th Anniversary Edition (GT de 2009)
Les caractéristiques de la Mustang de 2009 incluent une option de toit en verre, ainsi que des badges spéciaux pour le 45e anniversaire qui commémore le lancement de la Mustang originale en 1964. Un total de 46 420 voitures ont été construites. La radio satellite était de série sur les modèles avec l'intérieur haut de gamme et la Deluxe n'était plus utilisée pour identifier les modèles de base. Ce modèle a le même moteur et les mêmes équipements fonctionnels qu'une GT de base. La 45th Anniversary Edition de 2009 est badgée d'un emblème Mustang Colt, avec le logo 45th Anniversary. Elle comporte une écope de capot en option et un ensemble d'embouts d'échappement en acier inoxydable poli, aileron arrière, la finition Ambient Lighting était désormais de série et inclus dans le prix du véhicule sans frais supplémentaires et les roues de 17" en aluminium poli étaient en option (les roues de 17" étaient de série mais cette année modèle utilisait les mêmes roues argentées à 5 rayons depuis 2007).

#### Iacocca Silver 45th Anniversary Edition (GT de 2009½)
L'Iacocca Silver 45th Anniversary Edition de 2009 était une production de 45 unités commémorant également le 45e anniversaire de la Ford Mustang. Nommé d'après Lee Iacocca qui a aidé à développer et à présenter la Mustang. Elle a été conçue par Michael Leone (I Legacy & Michael Leone Design) et construite par la société de carrosserie californienne Gaffoglio Family Metalcrafters. Malgré son statut de construction d'après-vente, elle porte le moteur et les garanties d'usine. Iacocca a reçu la voiture 1 des 45. L'une a ensuite été vendue aux enchères pour 352 000 $.

### Shelby GT500 (2007-2009)
Article principal: Shelby GT 500
Pour 2007, Ford SVT a lancé la Shelby GT500, une successeur de la Mustang Cobra SVT de 2003/2004. La GT500 partageait les caractéristiques de conception de base avec celles des Mustang V6 et GT. Elle a conservé la même configuration de suspension arrière à essieu dynamique de base des Mustang V6 et GT, avec quelques améliorations mineures de durabilité telles que des supports en tôle plus épais et des soudures supplémentaires, ainsi que des tours de jambe de force redessinées pour accueillir un moteur plus large. Le moteur V8 DOHC suralimenté et à refroidissement intermédiaire de 5 408 cm3 (5,4 L) avec 4 soupapes par cylindre et un bloc de fer et des culasses en aluminium était évalué à 507 ch (373 kW) à 6 000 tr/min et 651 N m de couple à 4 500 tr/min. La transmission manuelle Tremec TR6060 à 6 vitesses utilisait un rapport d'essieu arrière de 3,31:1. Les roues sont de 18 × 9,5 pouces avec des pneus P255/45ZR18 à l'avant et des pneus P285/40ZR18 à l'arrière. Freins à disque Brembo de 14 pouces avec étriers à quatre pistons en aluminium à l'avant avec freins à disque de 193 mm avec étriers à piston unique à l'arrière.
La GT500 n'a pas répondu aux attentes de certains journalistes automobiles,. Le magazine Car and Driver, par exemple, tout en faisant l'éloge de la GT500 pour sa grande puissance et sa conduite relativement douce, a critiqué leur voiture d'essai pour son poids élevé et, en particulier, la répartition du poids de 57,7% à l'avant et 42,3% à l'arrière (comparé à 52,5% à l'avant et 47,5% à l'arrière d'une Mustang GT manuelle qu'ils ont testée). Néanmoins, malgré leur opinion sur ses inconvénients, Car and Driver a conduit une GT500 lors de leurs essai routier de 2007 au "Lightning Lap" du Virginia International Raceway et a constaté que le temps au tour sur piste de la voiture de performance de 3:05,9 était juste en dessous de celui de la Porsche 911 Turbo (3:05,8) et plus rapide que celle des Lotus Elise (3:09,3), Porsche Cayman S (3:09,5) et BMW M6 (3:10,0).

#### Shelby GT500KR
Débutant en tant que modèle de 2008 et se poursuivant pour 2009, la Shelby GT500KR («KR» étant une abréviation pour «King of the Road») rend hommage à la Shelby Mustang originale de 1968 du même nom. La production pour '08 était limitée à 1 011 unités (y compris les prototypes), avec 712 autres modèles KR construits pour '09. La KR présentait de nouveaux composants et des améliorations de performances par rapport à la GT500 standard. Le moteur de la KR a été réglé pour produire 547 ch (403 kW) à 6 250 tr/min et 691 N m de couple à 4 500 tr/min, des gains de 40 ch (30 kW) et 41 N m de couple, par rapport à la GT500. L'essieu arrière a un rapport de 3,73:1. Pour améliorer la maniabilité et aider à compenser la répartition du poids lourd à l'avant de la voiture, la GT500KR était équipée d'un renfort de tour de jambe de force, d'amortisseurs et de ressorts Ford Racing réglés de manière unique. Utilisant un capot en fibre de carbone et un système d'échappement révisé, le poids total de la GT500KR était de 10 kg plus léger qu'une GT500 standard.

### Moteurs
| Modèle                        | Année     | Puissance, couple                                       |
| ----------------------------- | --------- | ------------------------------------------------------- |
| Mustang (V6 de 4,0 L)         | 2005-2010 | 213 ch (157 kW) à 5 300 tr/min ; 325 N m à 3 500 tr/min |
| Mustang GT (V8 de 4,6 L)      | 2005-2009 | 304 ch (224 kW) à 5 750 tr/min ; 434 N m à 4 500 tr/min |
| Shelby GT500 (V8 SC de 5,4 L) | 2007-2009 | 507 ch (373 kW) à 6 000 tr/min ; 651 N m à 4 500 tr/min |
| Mustang Bullitt (V8 de 4,6 L) | 2008-2009 | 319 ch (235 kW) à 6 000 tr/min ; 441 N m à 4 250 tr/min |

,

### Sports mécaniques
En autocross, la Mustang Shelby GT S197 a remporté le championnat SCCA Pro Solo dans la catégorie F-stock de 2007 à 2009.
Une Mustang a remporté les championnats des pilotes, des équipes et des constructeurs pour les saisons 2008 et 2009 du Grand-Am Koni Challenge.
En 2009, la Mustang a également remporté le titre SCCA Pro Racing World Challenge GT. Blackforest Motorsports a inscrit une Mustang dans la catégorie Rolex Sports Car Series GT.

## Mise à jour de l'année modèle 2010

### Mustang de 2010
La Mustang de l'année modèle 2010 a été dévoilée le 18 novembre 2008, avant le Salon international de l'auto de Los Angeles. La production a débuté le 12 janvier 2009 et elle a été mise en vente en mars 2009. La Mustang de 2010 était une révision des modèles de 2005–2009, conservant la plate-forme D2C.
Les travaux de conception et de développement ont commencé en 2004, le 29 septembre 2005 étant le moment où la proposition extérieure du designer George Saridikas a été choisie, ainsi que la proposition intérieure de Robert Gelardi sous le chef du designer de la S-197, Doug Gaffka. Par la suite, Doug Gaffka est immédiatement devenu responsable de la conception de la Bullitt de 2008–2009 et de la GT500KR, lors de la sélection de l'année modèle 2010 en 2006. La conception extérieure du modèle de production qui en a résulté à la fin de 2006 a été considérablement révisée, ce qui a entraîné de meilleures performances aérodynamiques (Ford a affirmé que le coefficient de traînée avait été réduit de 4% sur les modèles V6 et de 7% sur les modèles GT, et que la portance aérodynamique avant était réduite de 37% pour les modèles V6 et 23% pour les modèles GT.).
Les modifications spécifiques apportées à l'extérieur incluent un emblème Mustang redessiné, un nouveau design de phare avec clignotants intégrés, nouveau design de rétroviseur latéral plus mince, un capot de style "powerdome" proéminent et feux arrière à trois lentilles révisés avec LED qui clignotent en séquence pour l'indication des changements de directions. De plus, la Mustang GT de 2010 utilisait des phares antibrouillards plus petits que les modèles de 2005–2009 bien qu'ils soient toujours montés dans la calandre de la voiture. Les phares antibrouillards des modèles V6 (faisant partie de la finition Pony révisée introduit pour la première fois pour 2006) sont maintenant montés dans le carénage inférieur sous la calandre. L'antenne radio avait été déplacée à l'arrière de la voiture et la serrure du coffre ne comportait plus de trou de serrure sur le couvercle du coffre, uniquement remplacé par un déverrouillage à distance du coffre. Malgré ses modifications, les dimensions extérieures globales de la Mustang de 2010 étaient presque identiques à celles des modèles de 2005–2009.
L'intérieur de la Mustang a été révisé avec des surfaces en oléfine thermoplastique de meilleure qualité, garniture en aluminium véritable disponible et ajustement et finition améliorés. Le nouveau design s'est éloigné de la nature linéaire des modèles précédents. Le Ford SYNC est devenu disponible en tant qu'option installée d'usine dans tous les niveaux de finition de la Mustang, à l'exception du modèle de base.
Cette génération a été la première à être vendue au Japon sous forme de conduite à gauche avec des modifications d'éclairage extérieur pour se conformer aux réglementations du gouvernement japonais.
Le moteur standard était un V6 de 4,0 L couplé à une transmission manuelle à 5 vitesses ou à une transmission automatique à 5 vitesses en option. Les groupes motopropulseurs V6 sont restés inchangés par rapport à ceux utilisés dans les Mustang de 2005–2009. Bien que la Mustang V6 de 2010 ait conservé une seule sortie d'échappement, le diamètre de la pointe avait été augmenté d'un demi-pouce à trois pouces. La Mustang de 2010 comprenait de nouveaux ressorts et de nouveaux amortisseurs pour améliorer la qualité de conduite et le contrôle, ainsi qu'un nouveau système de contrôle de traction et de stabilité AdvanceTrac de Ford. La Mustang de base était nouvellement équipée de jantes en aluminium peint de 17 pouces, tandis que les roues de 18 pouces restent en option (sauf pour les modèles V8, où les roues de 18 pouces étaient montées par défaut). Parmi les autres nouvelles fonctionnalités et options disponibles pour la Mustang de 2010, citons le Ford SYNC, contrôle automatique de la température à deux zones, un système de navigation mis à jour avec Sirius Travel Link, un embout de carburant sans capuchon, un système de caméra de recul pour aider à reculer et une version mise à jour de la finition Pony sur les modèles V6.

### Mustang de 2011-2012
Pour 2011, le V6 de 4,0 L vieillissant utilisé dans la Mustang depuis l'année modèle 2005 a été remplacé par le V6 Duratec 37 DOHC de 3,7 L de Ford. Contrairement aux V6 antérieurs, le nouveau moteur comportait une synchronisation variable indépendante de la double came (SVi-DC), un véritable double échappement (par rapport à l'échappement à sortie unique du précédent V6 de 4,0 L); ce moteur a été conçu pour produire une amélioration de 309 ch (227 kW) à 6 500 tr/min et 380 N m de couple à 4 250 tr/min.
Les groupes motopropulseurs améliorés étaient capables d'atteindre un meilleur rendement énergétique en partie grâce aux nouvelles transmissions. Avec la transmission manuelle Getrag MT82 à 6 vitesses codéveloppée avec Ford, la Mustang avait été évaluée par l'EPA pour atteindre 12,4 litres aux 100 km en ville et 8,1 litres aux 100 km sur autoroute. La nouvelle boîte automatique 6R60 de Ford à 6 vitesses en option atteignait 12,4 litres aux 100 km en ville et 7,6 litres aux 100 km sur autoroute. Le nouvel essieu arrière à glissement limité de 2,73:1 de série était plus économe en carburant que l'essieu de 3,31:1 plus agressif utilisé précédemment. L'essieu de 3,31:1 est resté disponible dans la Mustang de 2011 en tant qu'option de performance.
La Mustang de 2011 proposait une finition V6 Performance à partir de l'été 2010. La finition comprenait un essieu arrière standard de 3,31:1, réglage de suspension plus rigide, roues de 19 pouces avec pneus de performance, un renfort de tour de jambe de force et étalonnage du contrôle de stabilité électronique axé sur les performances.
D'autres mises à niveau non liées au groupe motopropulseur apportées à la Mustang de 2011 comprenaient un système de direction assistée électrique (DAE) Nexteer Automotive avec compensation de la dérive de traction, améliorations générales de l'aérodynamique pour le bruit, les vibrations et la dureté par rapport à la Mustang de 2010, un centre de messagerie/information numérique, rétroviseurs pour angles morts intégrés aux rétroviseurs latéraux de la voiture, un ouvre-porte de garage universel, un indicateur de vitesse de 257 km/h et technologie de clé de véhicule programmable MyKey de Ford.

### Cobra Jet (2012)
La Mustang Cobra Jet est une Mustang de 2012 qui avait le même design que la GT500 mais elle a des pneus plus larges et un moteur plus gros. Les Mustang Cobra Jet étaient uniquement vendues aux coureurs de dragsters professionnels et sont livrées sans VIN, ce qui rend impossible leur enregistrement en tant que voiture de route.

### Mustang de 2013-2014
Entre 2009 et 2010, le développement a eu lieu sur d'autres mises à jour de la deuxième génération de S-197. Fin 2010, le travail de conception (par Robert Gelardi) a été gelé, les prototypes ayant été repérés pour la première fois en mai 2011. Le 2 novembre 2011, Ford a dévoilé la Mustang de l'année modèle 2013. L'extérieur de la Mustang de l'année modèle 2013 a été mis à jour avec un nouveau carénage avant doté d'une calandre plus grande, phares à décharge haute intensité standard et deux bandes à LED décoratives adjacentes à la lentille du phare. Les modèles équipés de la finition Pony offraient un éclairage LED monté sur les rétroviseurs latéraux qui produisait la projection d'un cheval courant sur le sol, roues de 18" et feux antibrouillard dans la jupe inférieure. À l'arrière, les groupes de feux arrière à LED comprenaient des clignotants séquentiels (comme sur les Mustang de 2010-2012) et un témoin de marche arrière intégré au feu stop. Le couvercle du coffre comprenait un panneau noir qui réunissait les groupes de feux arrière gauche et droit. Plusieurs nouveaux modèles de roues ont été proposés.
À l'intérieur, Ford proposait désormais un écran de 10 cm entre le compteur de vitesse et le compte-tours sur les modèles Premium. Les sélections dans cet affichage d'informations incluaient la force G, temps d'accélération, rapport air-carburant, température de la culasse et température de l'huile. Tous les modèles équipés de la transmission automatique à 6 vitesses comprenaient une fonction SelectShift, qui permettait aux conducteurs de choisir et de maintenir une vitesse et de passer manuellement.

### Mustang GT

#### 2010
La Mustang GT de 2010 ajoutait une version plus puissante du V8 de 4,6 L vu dans les Mustang GT de 2005–2009. Le V8 révisé de la Mustang GT produisait 319 ch (235 kW) à 6 000 tr/min et 441 N m de couple à 4 250 tr/min. Les transmissions manuelle et automatique à 5 vitesses offertes avec le V8 mis à jour sont restées inchangées par rapport à avant. La taille des doubles embouts d'échappement de la Mustang GT de 2010 a été augmentée d'un 13 mm à 89 mm tandis que la note d'échappement a été améliorée pour améliorer le son du V8. À l'instar de la Mustang de base équipée d'un V6, la Mustang GT de 2010 comprenait de nouveaux ressorts et amortisseurs pour améliorer la qualité de conduite et le contrôle. L'AdvanceTrac était également standard dans la Mustang GT bien qu'un réglage spécial du mode Sport ait été ajouté pour une conduite sportive. La Mustang GT de 2010 était livrée avec des roues standard de 18 pouces - un pouce de plus que les roues standard de la précédente Mustang GT - tandis que les roues de 19 pouces étaient une nouvelle option.
Nouvellement disponibles pour la Mustang GT de 2010, deux finitions de performances. La finition 3,73 Axle comprend des plaquettes de frein avant plus performantes, un essieu arrière de 3,73:1 plus agressif et un système AdvanceTrac recalibré. La finition Track comprenait des plaquettes de frein avant et arrière plus performantes, barres stabilisatrices et bras de suspension arrière inférieurs de la GT500, amortisseurs et jambes de force réglés de manière unique, pneus été Pirelli (comprend une mise à niveau automatique vers des roues de 19 pouces), un essieu arrière de 3,73: 1 avec plaques de carbone dans le différentiel et un système AdvanceTrac recalibré,.

#### GT 5.0 de 2011 & 2012
À partir de fin 2010 pour l'année modèle 2011, le moteur de la Mustang GT est devenu un V8 DOHC de 5,0 L à 32 soupapes entièrement en aluminium, nommé Coyote. La Mustang GT de 2011 a marqué la première utilisation de ce moteur dans une Ford de production. Alors que la cylindrée du nouveau moteur était similaire à celle du V8 «5,0» d'origine de 4,9 L (4 949 cm3), il s'agissait d'une conception indépendante et partageait plutôt plus en commun avec le V8 de 4,6 L et d'autres moteurs Modular qu'il a remplacé. Le nouveau moteur 5,0 L DOHC utilisait une conception de tête comme les autres moteurs Modular et partageait même son espacement d'alésage et sa hauteur de pont avec le V8 de 4,6 L sortant. Se différenciant des moteurs Modular précédents, le nouveau moteur, entre autres caractéristiques, utilisait des diamètres d'alésage plus larges (et une course plus longue par rapport au V8 de 4,6 L en particulier), pour permettre l'utilisation de soupapes plus grandes et d'arbre à cames à synchronisation variable indépendante de la double came (SVi-DC). Cette conception plus avancée pèse environ 195 kg, soit environ 5 kg de plus que l'ancien V8 de 4,6 L de la Mustang GT. La ligne rouge avait été portée à 7 000 tr/min. Utilisant de l'essence de qualité supérieure, à 91% d'octane ou plus, le nouveau V8 de 5,0 L pouvait produire 418 ch (307 kW) à 6 500 tr/min et 529 N m de couple à 4 250 tr/min. La puissance du moteur 5,0 L chute à 408 ch (300 kW) à 6 500 tr/min et 511 N m de couple à 4 250 tr/min lorsque de l'essence ordinaire est utilisée.
Le nouveau moteur 5,0 L incorpore des jets d'huile de refroidissement du piston qui aide à réchauffer le moteur plus rapidement et à maintenir le moteur plus froid sous la charge. Les en-têtes tubulaires de style course ont remplacé les en-têtes en fonte standard. Les schémas d'écoulement du liquide de refroidissement et de l'huile ont été optimisés pour un écoulement approprié sous des forces latérales élevées, telles que celles subies sur une piste de course.
La Mustang GT a également reçu de nouvelles transmissions pour 2011. Les deux transmissions sont des versions plus lourdes des mêmes conceptions offertes dans la Mustang V6; une transmission manuelle Getrag/Ford MT82 à 6 vitesses et une transmission automatique 6R80 de Ford à 6 vitesses. La transmission manuelle à 6 vitesses était livrée avec un essieu arrière de 3,31:1, tandis que les transmissions automatiques à 6 vitesses obtenaient un essieu arrière plus grand de 3,15:1. Combinées à son nouveau V8 plus efficace, les nouvelles transmissions à 6 rapports ont contribué à une amélioration de la consommation de carburant de la Mustang GT de 2011 par rapport à son homologue de l'année modèle 2010. Comme certifié par l'EPA, les modèles à transmission manuelle pouvaient atteindre 13,8 litres aux 100 km en ville et 9,0 litres aux 100 km sur autoroute tandis que les modèles à transmission automatique pouvaient atteindre 13,1 litres aux 100 km en ville et 9,4 litres aux 100 km sur autoroute.
La Mustang GT a obtenu pour 2011 les mêmes mises à niveau non liées au groupe motopropulseur que les Mustang V6 standard. D'autres nouveautés exclusives à la Mustang GT de 2011 incluaient des badges d'aile "5.0" remplaçant les badges "GT" utilisés précédemment, la finition optionnelle Brembo Brake comprend des freins à disque avant Brembo de 14 pouces provenant de la Shelby GT500, roues uniques de 19 pouces avec pneus été Pirelli P-Zero ultra hautes performances unique, un calibrage unique du système de stabilité Advanced Track incluant un mode "sport" et des améliorations de la suspension telles que des ressorts plus rigides (moins agressifs que sur les modèles BOSS 302 et Shelby, mais plus que sur les modèles GT ordinaire) et diverses autres améliorations de la suspension. Les versions cabriolets de la Mustang GT ont reçu en particulier un renfort de tour de jambe de force avant, traverses renforcées et d'autres améliorations entraînant une augmentation de la rigidité structurelle de 12% par rapport aux Mustang GT cabriolets de 2010. Toutes les Mustang GT de 2011 avec des roues de 19 pouces (Brembo Brake, California Special, etc.) ont également reçu le renfort de tour de jambe de force et les traverses renforcées.
Des appuie-têtes arrière plus hauts ont été ajoutés au milieu de l'année modèle 2012 pour la protection contre le coup du lapin, avec une fonction de rabattement pour la visibilité lorsque les passagers arrière ne sont pas présents. Le carénage arrière est également modifié pour un aérodynamisme légèrement meilleur que celui de 2010.

#### Concept "High Gear" (2012)
Le concept Mustang «High Gear» est un concept car conçu par Jennifer Seely de Ford et basé sur une Ford Mustang GT de 2013. Le design a été inspiré par des produits internationaux dans des catégories telles que les bijoux, les vêtements de couture et l'architecture. Le véhicule comprenait des accents chromés en or rose à l'extérieur et à l'intérieur; carrosserie noir satiné; sièges en daim matelassé avec revêtement intérieur gainé de cuir. Des modifications ont également été apportées au moteur, au châssis, à la transmission et au système audio. Le véhicule a été dévoilé au salon SEMA 2012, lors du premier événement SEMA Mustang Build Powered by Women.

#### Mustang GT de 2013-2014
Les changements pour l'année modèle 2013 comprenaient des feux arrière standards «noircis» et un carénage avant similaire au style des modèles Shelby GT500. Les modèles GT comprennent des antibrouillards à LED montés dans la calandre et des extracteurs de chaleur fonctionnels sur les côtés du capot. Le moteur a gagné 8 ch (6 kW) pour un total de 426 ch (313 kW).
Une nouvelle finition Track a été proposée pour les GT coupés à transmission manuelle.
La finition GT Track comprend la finition complète Brembo Brake, un différentiel à glissement limité de 3,73:1 à coupe hélicoïdale Torsen, radiateur en aluminium de la Boss 302, refroidisseur d'huile moteur de la Boss 302 et de nombreux changements de suspension.
Option de siège sport Recaro ajoutée pour le coupé.

#### Ford Mustang GT U.S. Air Force Thunderbirds Edition de 2014 (2013)
Pour commémorer le 60e anniversaire des Thunderbirds de l'US Air Force, Ford a sorti une seule édition spéciale de la Ford Mustang GT coupé de 2014, numéro de VIN 0001. La voiture est blanche avec des accents rouges et bleus et comporte des marques et logos de l'USAF, modifications de carrosserie large, une couverture de bas de caisse fabriqué à la main et peint par Creations n' Chrome qui imite l'apparence d'un F-16 Thunderbird, éléments de carrosserie larges à l'avant et à l'arrière par TS Designs, roues de 22 pouces personnalisées par Forgiato, un écran de navigation et un tableau de bord modifié, suppression du siège arrière, Sièges Recaro avec éléments Thunderbirds brodés, plaques de seuil et feux de position uniques, un compresseur Ford Racing, pack de manutention de suspension et freins Brembo.
Le véhicule a été vendu lors de l'événement caritatif Gathering of Eagles lors de l'Experimental Aircraft Association (EAA) AirVenture Oshkosh 2013. Le véhicule a été acheté par James Slattery de San Diego, Californie pour 398 000 USD.

### Mustang Boss 302
Ford a relancé la plaque signalétique Boss 302 pour 2012. Le V8 5,0 litres de série de la Ford Mustang GT de 2011 est amélioré avec un système d'admission renforcé, ensemble rotatif forgé, têtes portées CNC, arbres à cames révisés et une prise "coureurs dans la boîte" à haut débit provenant de la voiture de course 302R. Il produit 450 ch (331 kW) - 32 ch (24 kW) de plus que les 418 ch (307 kW) de la GT standard. Le moteur produit 515 N m de couple, environ 14 N m de couple en moins en pointe par rapport à la GT standard, et est livré avec une boîte manuelle MT-82 à six vitesses. L'essieu arrière de 3,73 utilise des plaques en fibre de carbone dans son différentiel à glissement limité ou un différentiel Torsen en option.
Le quadruple système d'échappement est composé de deux sorties de la Mustang GT standard et de deux tuyaux latéraux qui sortent de chaque côté du croisement arrière. Les tuyaux latéraux envoient l'échappement à travers un ensemble de disques métalliques «d'atténuation» pour créer un son d'échappement grondant supplémentaire. Les disques sont amovibles et comprennent une plaque d'espacement dimensionnée pour correspondre aux soupapes de décharge d'échappement du marché secondaire.
La Boss 302 reprend la suspension de la Mustang GT et ajoute des ressorts hélicoïdaux à taux plus élevé, coussinets plus rigides et une barre stabilisatrice arrière de plus grand diamètre. La carrosserie est abaissée de 11 mm à l'avant et de seulement 1 mm à l'arrière pour lui donner une position plus inclinée conçue pour rappeler l'original. Les amortisseurs sont réglables au niveau de la tour de choc à l'aide d'un tournevis à tête plate. Les programmes de contrôle de traction et de stabilité de la Mustang standard ont été modifiés avec un nouveau mode sport intermédiaire conçu pour permettre plus de flexibilité sur la piste.
La finition aérodynamique est presque entièrement copiée de la voiture de course Boss 302R. Les roues de course en alliage noir de 19 pouces ont une largeur de 229 mm à l'avant et 241 mm à l'arrière et sont livrées avec des pneus Pirelli P-Zero.

### Boss 302 Laguna Seca Edition
La Boss 302 Laguna Seca Edition est une autre version améliorée de la Boss 302. Les ajouts incluent les sièges sport Recaro, un différentiel arrière à glissement limité Torsen (tous deux en option sur la Boss 302 de série), réglage de la suspension révisé avec des taux de ressort et d'amortisseur uniques et un stabilisateur arrière plus grand. Le modèle Laguna Seca perd ses sièges arrière, qui sont remplacés par un cadre en X de voiture de rallye pour augmenter la rigidité structurelle d'environ 10%. Elle roule sur des roues en alliage léger de 19 x 9 pouces à l'avant et de 19 x 10 pouces à l'arrière avec des pneus ultra hautes performances à composé R. Les conduits de frein avant Ford Racing aident à refroidir les freins.
La Boss 302 Laguna Seca de 2012 est disponible en deux couleurs - Black ou Ingot Silver - avec un toit rouge et des accents rouges. Pour 2013, les choix de couleurs incluent les deux couleurs School Bus Yellow et Black, tous deux avec des bandes réfléchissantes mates argentées. Un séparateur avant plus agressif et un aileron arrière plus grand augmentent la force d'appui pour une utilisation sur piste à grande vitesse. Seules 750 versions de la Laguna Seca seront construites chaque année pour les deux ans (pour un total de 1500).
La Laguna Seca en édition limitée est conçue pour combler le fossé entre la Boss 302 et la Boss 302R,.

### Shelby GT500
La Shelby GT500 de 2010 a été révélée par Ford dans un communiqué de presse le 1er janvier 2009, avant un dévoilement public au Salon international de l'auto de l'Amérique du Nord 2009. Bon nombre des caractéristiques de conception de base de la nouvelle GT500 sont partagées avec celles de la Mustang et de la Mustang GT. La GT500 bénéficie des mêmes mises à jour extérieures et intérieures que les Mustang et Mustang GT de 2010. Le carénage avant est neuf avec des calandres supérieures et inférieures plus grandes, un capot unique, grands antibrouillards montés dans le carénage avant inférieur (similaires à ceux de la GT500 précédente), Insignes Cobra emblématiques de Shelby sur la calandre, les ailes avant et le médaillon du couvercle du coffre (avec lettrage Shelby sur le médaillon), roues de 19 pouces (18 pouces sur le modèle cabriolet) et un aileron arrière Gurney Flap. À l'intérieur, la GT500 gagne un cobra sur le disque du volant et sièges avec des cobras brodés.
Mécaniquement, la Shelby GT500 de 2010 reste étroitement liée à la GT500 de 2007–2009, mais le modèle de 2010 a été mis à niveau avec diverses fonctionnalités similaires trouvées dans la Shelby GT500KR de 2008. Une prise d'air froid conique et d'autres améliorations apportées au V8 DOHC suralimenté de 5,4 L de la GT500 ont entraîné une augmentation de la puissance à 547 ch (403 kW) à 6 200 tr/min et 691 N m à 4 500 tr/min, des gains de 40 ch (30 kW) et 41 N m de couple, respectivement, par rapport à la GT500 de 2007–2009. La transmission manuelle Tremec TR-6060 à 6 vitesses revient dans la GT500 de 2010, mais a été améliorée avec des disques d'embrayage plus grands (250 mm par rapport aux disques de 215 mm utilisés précédemment) et d'autres mesures pour augmenter les performances et le contrôle du bruit, des vibrations et de la dureté. De plus, les cinquième et sixième rapports de transmission de la transmission ont été modifiés de 0,80 à 0,74 et 0,63 à 0,50 respectivement, contribuant à une amélioration de l'efficacité énergétique de la GT500 de 2010 par rapport à son prédécesseur. Pour compléter les changements de rapport de transmission de la transmission, un nouveau rapport d'essieu arrière de 3,55:1, plus agressif, remplace l'essieu de 3,31:1 utilisé précédemment. Selon Inside Line, les conducteurs de la nouvelle Shelby de 2010 peuvent s'attendre à des temps de 0 à 97 km/h départ arrêté en 4,3 secondes et à 4 secondes en départ lancé. Par ailleurs, le capot en aluminium de la GT500, en plus d'être stylistiquement différent de celui des Mustang et Mustang GT, dispose d'un extracteur d'air qui aide à refroidir le moteur. Diverses améliorations aérodynamiques, telles que la conception du carénage avant et le becquet Gurney Flap susmentionné, contribuent à une force vers le bas accrue et à un coefficient de traînée réduit. Les améliorations de suspension trouvées dans la GT500KR sont utilisées dans la GT500 de 2010 pour améliorer la maniabilité et, en particulier, fournir un meilleur contrôle du roulis. La GT500 de 2010 est équipée de série du système de contrôle de traction et de stabilité AdvanceTrac de Ford avec différents réglages pour contrôler le niveau de performance souhaité par le conducteur.
La Shelby GT500 de 2010 est sortie au printemps 2009.

#### 2011-2012
Pour 2011, la Shelby GT500 a reçu des améliorations de performances significatives et d'autres mises à niveau. La plus importante des améliorations de la GT500 est sans doute un nouveau bloc moteur en aluminium pour le V8 DOHC suralimenté de 5,4 L de la voiture, remplaçant le bloc en fonte utilisé précédemment. Les alésages des cylindres du bloc sont recouverts d'un composite en fer et d'oxyde de fer qui est appliqué avec la technologie Plasma Transferred Wire Arc (PTWA), qui a été développée conjointement par Ford et Flame-Spray Industries[réf. nécessaire]. Les développeurs du PTWA ont reçu le prix de l'inventeur national de l'année IPO 2009. Le revêtement permet le remplacement des chemises de cylindre traditionnelles en fonte et marque la première utilisation de ce procédé par Ford. Entre cela et l'utilisation d'aluminium plus léger pour le bloc moteur, le nouveau bloc est 46 kg plus léger que la version en fonte précédente, contribuant à une réduction du poids total de la GT500 par rapport au modèle de 2010. Grâce au nouveau revêtement de la doublure, qui présente des caractéristiques de réduction du frottement, et à un échappement révisé, la production de puissance du V8 de 5,4 L a légèrement augmenté pour un total de 558 ch (410 kW) à 6 200 tr/min. La combinaison du moteur plus léger, de l'EPAS et des améliorations aérodynamiques se traduit par une amélioration de l'efficacité énergétique de la GT500 de 2011 par rapport au modèle de 2010 qui élimine la taxe sur les consommateurs d'essence.
Une nouvelle finition optionnelle, la SVT Performance, comprend un essieu arrière de 3,73:1, pneus Goodyear Eagle F1 SuperCar G:2, roues en aluminium forgé de 19 pouces à l'avant et 20 pouces à l'arrière, ainsi qu'un réglage de suspension plus ferme.
La Shelby GT500 de 2011 bénéficie des mêmes mises à niveau non liées au groupe motopropulseur que les Mustangs V6 et les Mustang GT standard. Les nouvelles fonctionnalités comprennent des phares à décharge haute intensité de série et une option de toit en verre.

#### 2013
La Shelby GT500 de 2013 est équipée du moteur V8 Trinity de 5,8 L développant 671 ch (494 kW) à 6 500 tr/min et 856 N m de couple à 4 000 tr/min, avec une vitesse maximale de 325 km/h.
Les modèles de 2013 reçoivent une nouvelle tôle avant ainsi que des phares à décharge haute intensité standard, avec un nouvel ensemble de feux arrière à LED. Les changements de performance incluent des pompes à carburant jumelées (une pompe d'alimentation unique d'une Mustang GT, en deux fois), plus gros injecteurs de carburant, un embrayage plus adhérent et de plus grand diamètre, un plus grand ventilateur, un refroidisseur intermédiaire à trois rangées (la voiture précédente utilisait une unité à deux rangées), une transmission Tremec 6060 renforcée à six vitesses avec une pompe à huile interne et un arbre de transmission monobloc en fibre de carbone. Freins à disque avant Brembo plus gros avec étriers à six pistons, tubes d'essieu renforcés et ajustements aérodynamiques pour aider la voiture à atteindre 322 km/h et plus en toute sécurité. Ford affirme que les changements ont entraîné une réduction de 14% du coefficient de traînée et une augmentation de 66% de la force d'appui avant. Une autre nouveauté pour 2013 est une barre anti-roulis avant plus grande et des ressorts réajustés. Une fonction de contrôle de lancement électronique réglable en régime est de série, tout comme le contrôle de stabilité électronique à quatre modes.
Une finition Performance est également offerte, ajoutant des amortisseurs Bilstein réglables en deux modes et un différentiel arrière à glissement limité Torsen. En plus de la finition Performance, une finition Track pour la course sur route peut être commandé avec un refroidisseur de transmission, un refroidisseur différentiel monté sur le nez pour l'unité à glissement limité Torsen et un refroidisseur d'huile moteur air-huile.

### Moteurs
| Modèle                        | Année     | Puissance                      | Couple                 |
| ----------------------------- | --------- | ------------------------------ | ---------------------- |
| Mustang (V6 de 4,0 L)         | 2005-2010 | 213 ch (157 kW) à 5 300 tr/min | 325 N m à 3 500 tr/min |
| Mustang (V6 de 3,7 L)         | 2011-2014 | 309 ch (227 kW) à 6 500 tr/min | 380 N m à 4 250 tr/min |
| Mustang GT (V8 de 4,6 L)      | 2010      | 319 ch (235 kW) à 6 000 tr/min | 441 N m à 4 250 tr/min |
| Mustang GT (5,0 L V8)         | 2011-2012 | 418 ch (307 kW) à 6 500 tr/min | 529 N m à 4 250 tr/min |
| Mustang GT (5,0 L V8)         | 2013-2014 | 426 ch (313 kW) à 6 500 tr/min | 529 N m à 4 250 tr/min |
| Shelby GT500 (V8 SC de 5,4 L) | 2010      | 547 ch (403 kW) à 6 000 tr/min | 691 N m à 4 800 tr/min |
| Shelby GT500 (V8 SC de 5,4 L) | 2011-2012 | 558 ch (410 kW) à 6 200 tr/min | 691 N m à 4 250 tr/min |
| Shelby GT500 (V8 SC de 5,8 L) | 2013-2014 | 671 ch (494 kW) à 6 500 tr/min | 856 N m à 4 000 tr/min |
| Boss 302 (V8 de 5,0 L)        | 2012-2013 | 450ch (331 kW) à 7 500 tr/min  | 515 N m à 4 250 tr/min |

### Sports mécaniques
Dix Mustang sont actuellement utilisées dans la série SCCA World Challenge GTS.
Douze Mustang sont actuellement utilisées dans la catégorie Continental Tire Sports Car Challenge Gran Sport.
Une Mustang ressemblant à la Mustang de la Trans Am Series conduite par Parnelli Jones a été engagée dans le Continental Challenge, en hommage au quarantième anniversaire du championnat Parnelli.
La Ford Mustang est utilisée dans la série NASCAR Nationwide en tant que voiture de course de silhouette depuis le 2 juillet 2010.
Des Mustang ont également participé aux championnats GT3 et GT4 de la FIA.
En 2012, Jack Roush a remporté la course d'ouverture du Daytona International Speedway lors du week-end du 50e anniversaire des Rolex 24 At Daytona dans une Mustang Boss 302R. En tête des 18 derniers tours du Continental Tire SportsCar Challenge, Johnson a résisté à une véritable ligne de conga de six BMW M3 derrière alors qu'il clôturait la première victoire de la paire des pilotes en 2012 dans la BMW Performance 200 à Daytona.

## Ventes
| Année modèle | Ventes aux États-Unis   |
| ------------ | ----------------------- |
| 2005         | 160 975                 |
| 2006         | 166 530                 |
| 2007         | 134 626                 |
| 2008         | 91 251                  |
| 2009         | 66 623                  |
| 2010         | 73 716                  |
| 2011         | 70 438[réf. nécessaire] |
| 2012         | 82 995[réf. nécessaire] |